# Cefpiramidă
Cefpiramida este un antibiotic din clasa cefalsporinelor de generația a treia, utilizat în tratamentul unor infecții bacteriene. Are spectru larg de activitate și este activ și asupra Pseudomonas aeruginosa.